# Algonkin nyelvcsalád

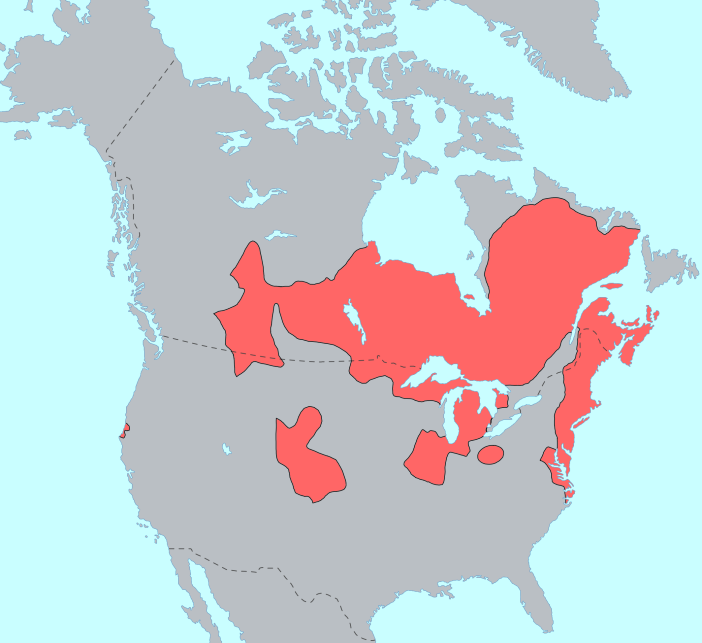
Az algonkin nyelvek elterjedése a fehér hódítók megjelenése előtt Észak-Amerikában

Az algonkin nyelvcsalád az amerikai indián nyelvek alcsaládja, egy olyan csoport amelybe beletartozik csaknem minden algikus nyelv, kivéve a vijot és a jurok nyelvet. E nyelveket Észak-Amerikában beszélték és beszélik, különösen a mai Kanada területén, illetve a mai Amerikai Egyesült Államok egyes területein.

## Története
A nyelvcsalád az algonkin nyelvről kapta nevét. Sok algonkin nyelv a különösen veszélyeztetett kategóriába tartozik, mások már ki is haltak. Az algonkin nyelvek közös ősét, a proto-algonkint legalább 3000 évvel ezelőtt beszélték, de nincs arról konszenzus, hogy mely területen.

## Felosztása
A csoport mintegy 32 nyelvből áll, amelyet két alcsoportra osztanak (nem nyelvtudományi, inkább földrajzi szempontok alapján): keleti és egyéb algonkin nyelvekre. Az algonkin nyelveket beszélő népek közül az ismertebbek közé tartozik a csejenn és a mohikán.
Keleti ág
- abnaki vagy abenaki nyelv (abenaki)
- delavár vagy lenni-lenap vagy manszí nyelv (delaware, lenni-lenap, munsee)
- †kviripi vagy vappinger nyelv (quiripi, wappinger)
- †mahiken vagy hikanagi nyelv (mahican, hikanagi)
- mikmak vagy szürikoá nyelv (micmac, suriquois)
- mohikán vagy mohegán nyelv (mohican, mohegan)
- montauk nyelv
- nantikók vagy piszkatavéj nyelv (nanticok, piscataway)
- narraganszett nyelv
- passzamakvoddi vagy maleszit nyelv (passamaquoddy, malecite)
- †pekvot nyelv (pequot)
- †pennakúk nyelv (pennacook)
- penobszkot nyelv (penobscot)
- póhatan nyelv (powhatan)
- vampanóg vagy masszacsúszett nyelv (wampanoag, massachusett)

Egyéb algonkin nyelvek
- arapaho nyelv (arapaho)
- atszina vagy nagyhas vagy fehér agyag vagy zuhatag nyelv (atsina, gros-ventres, white clay, fall)
- attikamek vagy kerekfej nyelv (atikamekw, tête-de-boule)
- csejenn nyelv (cheyenne)
- †illinoj vagy peoria vagy kahókia vagy misigan nyelv (illinois, peoria, cahokia, michigan)
- kikapu nyelv (kikapoo)
- krí nyelv (cree, christeneaux, saskathewan, nahiyawawak)
- menomini vagy varidzs nyelv (menominee, wild rice men)
- †meszkvaki nyelv (mesquakie)
- naszkapi vagy gúnyolódó nyelv (naskapi, scoffie)
- odzsibve vagy ozsibva nyelv (ojibwa)
- †piankso vagy májami nyelv (piankshaw, miami)*pígan vagy szikszika vagy vér vagy feketeláb nyelv (piegan, siksika, blood, blackfoot)
- potavatomi vagy maszkuten vagy tűz nyelv (potawatomi, mascouten, fire)
- sesapatos vagy hegyi nyelv (sheshapatosh, montagnais)
- sóni nyelv (shawnee)
- szók vagy róka nyelv (sauk, fox)

Megjegyzés: A † kihalt nyelveket jelöl.

## Algonkin népek
A nyelvcsalád nyelveit beszélő úgynevezett algonkin népek valaha az észak-amerikai bennszülött indián népek csoportjai közül az egyik legnépesebb és legnagyobb területet népesítették be. A csoporthoz tartozó törzsek száma eredetileg százakban volt számolható. Ma is százezrek vallják magukat a különböző algonkin nyelvű népekhez tartozónak Kanadában és az Egyesült Államokban.

## Forrás
- A világ nyelvei. Fodor István főszerk. Budapest: Akadémiai Kiadó. 1999.   51–53. o. ISBN 9630575973